# Fyrklövern (förening)
Fyrklövern är en ideell organisation som verkar för att skapa en brygga mellan Försvarsmakten och det civila samhället.
Föreningen är bildad av Fallskärmsjägarklubben, Kustjägarveteranerna, Befälsföreningen Militärtolkar och SVEROF - Sveriges Reservofficerare.